# Kdo přežije: Perlové ostrovy
Kdo přežije: Perlové ostrovy (v anglickém originále Survivor: Pearl Islands) je sedmá řada americké reality show Kdo přežije. Natáčela se v létě roku 2003 a premiérově byla vysílána na CBS od 18. září 2003 do 14. prosince 2003. Na českých obrazovkách byla poprvé uvedena na TV Prima.

## Poloha a doba natáčení
Série se odehrává v Panamě konkrétně na Perlovém souostroví. Natáčela se od 23. června 2003 do 31. července 2003.

## Soutěžící
Opět bylo vysazeno 16 trosečníků, byli rozděleni do dvou kmenů: Drake (podle Sira Francise Drakea) a Morgan (podle Henryho Morgana) a začali jedno z největších dobrodružství svého života. Později byli zbylí hráči sloučeni do kmene Balboa (jméno zraněného hada, kterého našel soutěžící Rupert Boneham). Vyhrát ale nemohou všichni. Čtrnáct z nich bude vyloučeno, posledních 7 vyloučených vytvoří porotu, 2 poslední před ní předstoupí, ale jen jeden vyhraje šek na milion dolarů a titul Poslední přeživší.

### Budoucí návraty soutěžících
Po odvysílání Kdo přežije: Perlové Ostrovy se Rupert Boneham vrátil do Kdo přežije: Návrat Hvězd, Kdo přežije: Hrdinové proti padouchům a Kdo přežije: Krev není voda se svojí ženou Laurou. Rupert se také objevil jako zvláštní host ve třetí sérii izraelského Survivoru. Jon Dalton se vrátil do Kdo přežije: Mikronésie. Andrew Savage se vrátil do Survivor: Cambodia. Sandra Diaz-Twine se později vrátila do Kdo přežije: Hrdinové proti padouchům, Survivor: Game Changers a Survivor: Winners at War. Sandra se také objevila v Survivor: Island of the Idols jako jedna z mentorů spolu s Robem Marianem. Sandra také soutěžila v australském Survivoru, konkrétně v sérii Blood V Water se svou dcerou Ninou.